# ぶったま (お笑いコンビ)
ぶったまは、吉本興業に所属する日本のお笑いコンビ。旧コンビ名、ブッダマリア。

## メンバー
亀社長（かめしゃちょう、本名：山田 裕也〈やまだ ゆうや〉1984年4月13日（41歳） - ）
ツッコミ担当、立ち位置は向かって左。
岐阜県郡上八幡出身。身長173cm、体重83kg、血液型O型。
趣味はサウナ巡り、食べ歩き。
特技は夫婦円満、生花。
かつてはコンビ『8マンタウン』として名古屋吉本で活動していた。上京後は一時期ゴンゾーとコンビを組んでいた。
芸人の傍ら飲食業を経営しており渋谷でバー、学芸大学駅でチーズケーキカフェを営んでいる。
愛称「かめちゃん」。2019年6月まで「かめ島裕也」という芸名で活動していた。

ガッパー稲吉（ガッパーいなよし、本名：松隈 栄治〈まつくま えいじ〉1983年1月27日（42歳） - ）
ボケ・ネタ作り担当、立ち位置は向かって右。
福岡県筑後市出身。身長172cm、体重72kg、血液型B型。
愛称「ガッパー」。
特技は店舗リフォーム、タイル貼り、左官作業。
趣味はDIY。
ラタタッタ渡辺、エバース町田と仲が良い。

## 来歴・人物
亀社長はNSC名古屋校15期、ガッパー稲吉はNSC東京校11期出身。歌舞伎町のショーパブで出会い元々はトリオで活動していたが解散、2012年8月1日に現在のコンビを結成する。当初はZELEプロダクションにおいて活動していたが事務所が倒産してしまったため、2014年にNSC東京校へ20期生として入り直した。
1年間養成所に通い、2015年の春に卒業ライブである『NSC大ライブ2015』において優勝。養成所を首席で卒業した。卒業後は渋谷にあるヨシモト∞ホールにて主に活動していたが、2019年にYouTubeへの専念を目指し劇場を離れる。
2020年からコンビ活動を再開、翌2021年にコンビ名を『ぶったま』に改名した。神保町よしもと漫才劇場のオーディションライブにてトップ合格を果たす。

## 芸風・エピソード
- コントと漫才[4]両方を演じるが、どちらかと言えばコントを主力とする。
- NSC在学中にその才覚を認められ2015年元旦放送の『おもしろ荘』への出演に至ったものの、おかずクラブに優勝を持っていかれ瞬く間にブレイクされてしまった。
- 出囃子は、BUDDHA BRANDの『人間発電所』。

## 賞レース戦績
- 2023年 キングオブコント 準々決勝進出[5]
- 2024年 キングオブコント 準々決勝進出

## 出演

### テレビ
- 南青山情報局（チバテレビ）- 2011年～2012年
- おもしろ荘（日本テレビ）- 2015年1月1日
- ネクストブレイク 4コマコント 起笑転結（日本テレビ）- 2015年4月21日
- 前略、西東さん（中京テレビ）- 2015年5月30日
- バクモン学園（テレビ朝日）- 2017年4月25日
- 水曜日のダウンタウン「30-1グランプリ」(TBSテレビ) - 2022年4月13日・2023年4月12日
- よるのブランチ (TBSテレビ) - 2022年5月18日
- ネタパレ（フジテレビ）- 2023年6月2日・9日・16日

### ドラマ
- 太陽解決社（チバテレビ、2012年）

### WEB番組
- 心霊実体験 亀ちゃんねる〜心霊スポットで〇〇やってみた。〜（ニコニコチャンネル、2011年 - ）
- ブッダマリアの神も仏もありゃしねぇ!（ニコニコチャンネル、2012年 - )

### ライブ
- 第4回 浜田ブリトニー主催 B-1グランプリ＆浜ブリ聖誕祭 準優勝（新宿ロフトプラスワン、2013年）
- 第5回 浜田ブリトニー主催 B-1グランプリ（新宿ロフトプラスワン、2013年）
- お笑いLIVEガチャ!!（中野小劇場、2013年）

### 単独公演
| 年度 | 日程    | タイトル                                          | 会場                     |
| ---- | ------- | ------------------------------------------------- | ------------------------ |
| 2016 | 1月24日 | ブッタマリア単独ライブ〜神も仏もありゃしねぇ!〜   | 神保町花月               |
| 2016 | 9月18日 | ブッタマリア単独ライブ〜神も仏もありゃしねぇ!弍〜 | 大宮ラクーンよしもと劇場 |
| 2023 | 2月11日 | ぶったま最後の単独#1                              | 神保町よしもと漫才劇場   |